# Куров (Ивано-Франковская область)
Куров (укр. Курів) — село в Большовцевской поселковой общине Ивано-Франковского района Ивано-Франковской области Украины.
Население по переписи 2001 года составляло 294 человека. Занимает площадь 5 км². Почтовый индекс — 77125. Телефонный код — 3431 71-331.